# El cruzado (escultura)
El cruzado (en inglés, The Crusader), también conocido como el Monumento a Victor Lawson, es un monumento que marca la tumba del editor del periódico de Chicago, Victor Lawson. Está en el histórico cementerio Graceland de Chicago y fue diseñado por el escultor estadounidense Lorado Taft en 1931.

## Historia
El Crusader fue creado en 1931 por Lorado Taft. En el histórico cementerio Graceland de Chicago, es un monumento destinado a conmemorar a Victor F. Lawson (1850 – 1925), el editor del Chicago Daily News. El Chicago Daily News fue fundado por Melville E. Stone, Percy Meggy y William Dougherty en 1875. En julio de 1876, Lawson invirtió dinero en la publicación, que estaba en dificultades, y se convirtió en su gerente comercial. En la década de 1890, el periódico había alcanzado una circulación de 200.000 personas. Lawson permaneció involucrado con el periódico hasta 1925. El cruzado fue encargado por el hermano de Victor Lawson, Iver Lawson.

## Diseño
El cruzado es un caballero medieval y se utiliza para simbolizar el carácter de Victor Lawson. Con una altura de más de trece pies, fue tallado en un bloque sólido de granito oscuro suministrado por Henry C. Smalley Granite Company de Quincy. El granito fue entonces muy pulido. El caballero, con una gran espada y escudo, era una imagen que Taft había contemplado durante años; lo utilizó en numerosas obras además de The Crusader. El modelo original de The Crusader fue hecho en arcilla.
A diferencia del trabajo anterior de Taft, The Crusader enfatiza su "pura masa", ayudada por la falta de detalles realistas en la escultura. El monumento no lleva el nombre de Lawson, pero tiene una inscripción que dice: "Por encima de todas las cosas, la verdad lleva la victoria", una cita de 1 Esdras 3:12. Estilísticamente, el Monumento a Lawson cae dentro del Renacimiento gótico. The Crusader se describe como "un excelente ejemplo del estilo tardío de Taft en el que mezcló realismo literal y alegoría ".